# 신숙주선생묘
신숙주선생묘(申叔舟先生墓)는 조선 초기의 대학자이며 문신이었던 보한재(保閑齋) 신숙주의 묘이다. 대한민국 경기도 의정부시 고산동에 있다. 1985년 9월 20일 경기도의 기념물 제88호로 지정되었다.

## 개요
무송군부인 윤씨의 묘와 나란히 쌍분을 이루고 있으며 묘 앞에는 묘비석, 상석, 문인상, 신도비, 한글창제사적비 등 각종 석물들이 있다. 그 중 한글창제사적비는 최근에 건립한 것이다.
묘는 부인 윤씨와의 묘와 나란히 쌍분을 이루고 있으며, 봉분은 2기가 있다. 봉분 사이에는 1897년에 세운 묘비가 있고, 앞에는 상석과 향로석이 있다. 봉분 좌우에는 문인석 2쌍이 서 있다. 묘역 아래에는 이승소가 글을 지어 성종 8년(1477)에 세운 신도비(神道碑:왕이나 고관 등의 평생 업적을 기리기 위해 무덤 근처 길가에 세우던 비)가 있다.
신숙주는 조선 초기의 학자이며, 정치가로서 자는 범웅, 호는 보한재·희현당이고 공조참판장의 아들로 태어났다. 세종 때부터 성종에 이르기까지 여섯 임금을 충성으로 보필하였고, 특히 계유정난 이후부터는 조정에서 중추적 역할을 담당하면서 업적을 남겼다. 저서로는 성종의 특명으로 간행된 《보한재집》 17권을 비롯하여, 세조 6년(1460년) 여진정벌을 마치고 북정에 관한 것을 편찬한 《북정록》 6권, 세종 25년(1443년) 일본 서장관으로 갔을 때의 견문록인 《해동제국기》 1권과 그 밖에 《동국정운》,《사성통고》,《오례의》,《경국대전》 등이 있다.

## 참고 자료
- 신숙주선생묘 - 국가유산청 국가유산포털